# E エディター
E エディター（英語: E）は1993年6月にリリースされたPC DOS 6.1に付属するテキストエディターで、後にPC DOS 7およびPC DOS 2000にも付属した。IBMは従来のDOSでテキストエディターのベースであったQBasicの開発を終了し、別のエディターを供給する必要が生じたため、1986年にEファミリーで最小の機能を持つエディターとして開発されたOS/2の「システム・エディター」を拡張して採用することにした。EエディターのOS/2版も存在した。

## 機能
PC DOS 7付属のバージョンでは次の機能がサポートされている。
- オンラインヘルプ
- 大きなテキストファイルの編集
- テキストを枠で囲む
- マウスとメニューのサポート
- キーマクロの記録と再生
- マークした領域の文字を大文字または小文字に変更
- 複数ファイルの同時オープン
- CおよびREXXの構文入力サポート
- 選択テキストの移動、コピー、上書き、削除
- ファイルから別のファイルへのテキストのコピーおよび移動

## Eファミリー
PC DOS版のE エディターの歴史は、GML風言語を使用可能でキー設定をカスタマイズできるPersonal Editorから始まった。Personal Editorは1982年に初めてリリースされ、すぐにIBMの製品になった。Personal Editorでの制約は E エディターの開発に繋がり、長大なファイルのサポートとユーザーインターフェイスを改良して1984年にリリースされた。1985年にはREXX風言語を採用してカスタマイズ性を向上したE2がリリースされた。続いてE3、EOS2、EPMが様々な拡張を経てリリースされた。OS2開発チームの要求を受けて、OS/2システム・エディターがEプログラミングチームによって開発された。それは最小の機能と設定項目を持たない、高速で高機能なテキストエディターであった。EPMは後にOS/2拡張・エディターとしてリリースされた。成果を共有できるSlickEditはE3の開発者によって開発された。Eファミリーエディターの他のバージョンはIBMのプログラミング製品としてリリースされた。X2を含むこれらのEエディターファミリーのクローンはE2やEエディターの後期バージョンでRexx風EIプログラミング言語として使われた。

## 関連記事
- MS-DOS Editor